# Badis ibn Mansur (Hammadydzi)
Badis ibn Mansur (zm. 1105) – władca Algierii w 1104/1105, z dynastii Hammadydów, syn Mansura ibn Nasira, brat Abd al-Aziza ibn Mansura – również władców algierskich. Uchodził za władcę gwałtownego i skłonnego do przemocy. Po objęciu władzy odsunął od władzy wezyra ojca, Abd al-Kerima ibn Sulejmana, skonfiskował jego ziemie i skazał go na śmierć. Po śmierci Badisa ibn Mansura władzę przejął jego brat, Abd al-Aziz ibn Mansur.